# Halaelurus canescens
Halaelurus canescens és una espècie de peix de la família dels esciliorrínids i de l'ordre dels carcariniformes.

## Morfologia
- Els mascles poden assolir 70 cm de longitud total.[2]

## Alimentació
Menja invertebrats bentònics.

## Hàbitat
És un peix marí que viu entre 250-700 m de fondària.

## Distribució geogràfica
Es troba des del Perú i Xile fins a l'Estret de Magallanes.